# Заистовец
Заистовец је насељено место у саставу општине Свети Петар Ореховец у Копривничко-крижевачкој жупанији, Хрватска. До територијалне реорганизације у Хрватској налазио се у саставу бивше велике општине Крижевци.

## Становништво
На попису становништва 2011. године, Заистовец је имао 262 становника.

## Попис1991.
На попису становништва 1991. године, насељено место Заистовец је имало 326 становника, следећег националног састава:
| Попис 1991.‍ | Попис 1991.‍ | Попис 1991.‍ | Попис 1991.‍ | Попис 1991.‍ |
| ----------- | ----------- | ----------- | ----------- | ----------- |
|             |             |             |             |             |
| Хрвати      | Хрвати      |             | 326         | 100%        |
| укупно: 326 |             |             |             |             |